# لهجة مصرية
اللهجة العربية المصرية، المعروفة محليًا باسم العامية المصرية أو المصري، يتحدث بها معظم المصريين المعاصرين.
المصرية هي لهجة عربية في شمال-شرق إفريقيا وهي فرع سامي من عائلة اللغات الإفروآسيوية. نشأت في دلتا النيل في مصر السفلى حول العاصمة القاهرة. تطورت اللهجة المصرية من اللغة العربية التي تم نقلها إلى مصر خلال القرن السابع الميلادي بعد الفتح الإسلامي الذي كان يهدف إلى نشر العقيدة الإسلامية بين المصريين. تأثرت العربية المصرية باللغة القبطية التي كانت اللغة الأصلية الأمّ للمصريين قبل الفتح الإسلامي، وفي وقت لاحق كان لها تأثّر محدود بلغات أخرى مثل الفرنسية والإيطالية واليونانية  والتركية والإنجليزية. يتكلم المصريون البالغ عددهم أكثر من 100 مليون نسمة سلسلة لهجوية، ومن بينها القاهرية تعد الأكثر شهرة. اللهجة المصرية مفهومة في معظم البلدان الناطقة بالعربية بسبب التأثير المصري على المنطقة وكذلك وسائل الإعلام المصرية بما في ذلك السينما المصرية التي كان لها تأثير كبير في منطقة الشرق الأوسط وشمال إفريقيا لأكثر من قرن جنبًا إلى جنب مع صناعة الموسيقى المصرية، والبعثات التعليمية للمدرسين المصريين، مما يجعلها الأكثر انتشارًا وواحدة من أكثر اللهجات العربية التي تمت دراستها.
وفي حين أنها لهجة منطوقة بشكل أساسي، إلا أنها توجد في شكل مكتوب في بعض الروايات والمسرحيات والقصائد (الأدب العامي)، وكذلك في القصص المصورة والإعلانات وبعض الصحف والأغاني الشعبية. بينما في معظم الوسائط المكتوبة وفي التقارير الإخبارية التلفزيونية، يتم استخدام اللغة العربية الفصحى الحديثة، وهي لغة موحدة تعتمد على لغة القرآن، وهي العربية الفصحى. يتم كتابة العامية المصرية في أغلب الحالات بالأبجدية العربية، على الرغم من أنها يتم كتابتها بشكل شائع أيضا بأحرف لاتينية أو باستخدام الألفبائية الصوتية الدولية في النصوص اللغوية والكتب المدرسية التي تهدف إلى تعليم الأشخاص من غير السكان الأصليين. أيضًا، تكتب بالعربيزي (الفرانكو) بشكل رئيسي على الإنترنت والرسائل القصيرة.

## التاريخ
بعد الفتح الإسلامي لمصر أصبحت اللغة العربية لغة الديار المصرية كحال أغلب أقطار الدولة الإسلامية، وكان المصريون على دراية باللغة العربية في فترة ما قبل الإسلام عبر التجارة مع قبائل العرب في سيناء والجزء الشرقي من دلتا النيل، ويبدو أن اللهجة المصرية بدأت تتشكل في الفسطاط[بحاجة لمصدر]، العاصمة الإسلامية الأولى لمصر، التي هي الآن جزء من مدينة القاهرة.

### قبل الفتح الإسلامي
كانت مصر قبل أن يدخلها العرب فاتحين، قبطية اللسان بين العوام بينما كانت لغتها الرسمية هي اللغة اليونانية التي فرضها اليونانيون حكام البلاد لإدارة مصر ثم تبعهم الرومان في ذلك بعد دخولهم مصر ولم يفرضوا لغتهم الرومانية.
أصبحت اللغة اليونانية تكاد أن تكون هي لغة الكتابة الوحيدة في مصر مع وجود بعض الاستثناءات، وأصبحت إلى حد كبير اللغة اليونانية هي المتداولة ليس فقط بين إدارات المدن، ولكن أيضاً في التجارة وفي الديانة المسيحية بمصر.
أدى الانشقاق بين الكنيسة القبطية والبيزنطية الذي تسبب فيه مجمع خلقيدونية عام 451م إلى جعل التحول واضحًا من خلال إبعاد المسيحيين المصريين عن التقاليد اليونانية المسيحية.
كان للغة العربية وجودا في مصر قبل ظهور الإسلام وقبل ظهور المسيحية ويرجع السبب في هذا التواجد للغة العربية المبكر في مصر لسببين هما:
1. التجارة: كانت مدينة غزة في ذلك الوقت تمثل حلقة الوصل فيما بينهم حيث كانت ميناءاً تجارياً هاما ومركزا يلتقي فيه تجار الجزيرة العربية مع نظرائهم المصريين.[14]
2. هجرات القبائل قبل ظهور الإسلام:[15] سجلت كتب التاريخ كثيرا من الهجرات العربية للقبائل من داخل الجزيرة إلى مصر قبل ظهور الإسلام مثل هجرة قبائل كهلان القحطانية التي استقرت في الجزء الشمالي الشرقي لمصر، وهجرة قبيلة بلي القحطانية التي استقرت في القصير، وقبيلة خزاعة وغيرها من القبائل التي وفدت إلى مصر مما يعني تأثيرهم على المصريين أو دخول بعض مفردات العربية إلى لغتهم.[14] وكانت محافظات الصعيد على صلة قوية بشبة الجزيرة العربية حيث أنها لا يفصل بينهما سوى عبور البحر الأحمر.[15] ويذكر المؤرخ اليوناني اسطرابون (سترابو) أن مدينة قفط إحدى مدن محافظة قنا، كانت في عهد البطالمة والرومان بلدة نصف عربية، [16] وذكر هيرودوت أن الأقسام الشرقية من مصر بين سواحل البحر الأحمر ونهر النيل كانت مأهولة بقبائل عربية.[17]

### بعد الفتح الإسلامي
أحسن العرب الفاتحين معاملة المصريين فلم يضغطوا عليهم للدخول في الإسلام ولا التكلم بلغتهم. مضى التحول إلى اللغة العربية من خلال مسارين، هما المسار الشعبي، والمسار الديني الكنسي.
بعد فتح مصر، استقرَّ بها عدد كبير من القبائل العربية، فانتشر فيها الدين الإسلامي واللغة العربية بطيئاَ الانتقال بشكل تدريجي،  حتى أصبحت في القرن الرابع الهجري لغة جميع أفراد الشعب المصري، ولم تُفرض اللغة العربية قسراً على المصريين بل كانت هناك أسباب امتدت لأربعة قرون أدت إلى انتشار العربية في كل ربوع مصر.
جاءت عملية تعريب مصر مواكبة لانتشار الإسلام فيها وكان الإسلام سابقا على انتشار اللغة العربية في مصر، إذ اعتنق المصريون الإسلام على مدى عدة قرون بعد الفتح، قبل أن تصبح العربية هي اللغة المستخدمة بين المصريين:
- شعر المصريون الذين اعتنقوا الإسلام بالحاجة إلى حفظ سورة الفاتحة وبعض الآيات القرآنية من أجل أداء الصلوات الخمس اليومية.
- كانت اللغة العربية هي لغة حكام البلاد الجدد، ما أوجد حاجة مشتركة للتفاهم بين الحكام والمحكومين، فسعى أهل مصر إلى تعلم اللغة العربية.
- ساعد نزوح العديد من القبائل العربية إلى مصر بعد الفتح الإسلامي، إلى نشر العربية في مصر، مما أدى في النهاية إلى قيام ثقافة عربية حلت محل الثقافة اليونانية السابقة.[25]
- استمرار استعمال اللغة اليونانية بوصفها لغة رسمية حتى عام 87هـ - 706م عندما أصدر والي مصر عبد الله بن عبد الملك أوامره بإحلال العربية محلها كلغة رسمية، أي بعد أكثر من 67 عاما بعد فتح مصر، وانقضاء عدة أجيال، وكانت حركات الدخول في الإسلام بطيئة في أنحاء البلاد خلال هذا القرن.[26]
- تناقص أعداد المسيحين منذ القرن الثالث الهجري، بدخول متدرج للمصريين في الإسلام خلال 300 عام.[26]

انعكست اللغة العربية في القرن العاشر الميلادي على رجال الدين والكنيسة الأرثوذُكسيّة المصرية، وبدأت تظهر كتابات دينيّة مسيحيّة باللغة العربيّة، ولكن بشكل فردي من قبل بعض رجال الدين. وفي القرن الثاني عشر الميلادي، تُرجم الكتاب المقدّس إلى العربيّة، أي بعد أكثر من 500 عام على دخول المسلمين مصر.
قام البابا غبريال الثاني بن تريك (1131م-1145م)، الذي كان يُتقن اللغة العربيّة بفصاحة كما القبطيّة، بترجمة ونسخ النصوص الدينية من القبطيّة إلى العربيّة، مما شجع الكهنة على تعليم أبنائهم اللغة العربيّة، وحثّ المسيحيين عموماً على تعلّمها، في قرار ربما كان الأخطر على القبطيّة، والأكثر حسماً لصالح اللغة العربيّة.

## الصفة الرسمية
تعتبر اللغة العربية اللغة الرسمية للدولة، مع استخدام اللهجة مصرية كلهجة دارجة في الحياة اليومية.
أثيرت أسئلة حول إصلاح وتحديث اللغة العربية، ولعقود عديدة تلت كانت تدور النقاشات الساخنة حول هذه الأمور بين الدوائر الفكرية المصرية. كما طرحت اقتراحات تتراوح ما بين:
- تطوير تعابير جديدة لتحل محل المصطلحات القديمة في العربية القياسية.
- تبسيط القواعد النحوية والمورفولوچية مع تقديم المصطلحات العامية.

كان من المقترحين للإصلاح اللغوي في مصر قاسم أمين، الرئيس السابق للجامعة المصرية والذي كتب أول أطروحة مصرية لحقوق المرأة، وأحمد لطفي السيد، والمفكر المعروف سلامة موسى. وقد تبنَّوا نهجاً حداثياً وعلمانياً واختلفوا مع الفرضية القائلة بأن العربية هي لغة ثابتة لارتباطها بالقرآن.

## التأثر باللغات أخرى
تأثرت اللهجة العامية المصرية وأشربت بلغات أخرى القديم منها والحديث كاللغة المصرية القديمة وحتى الحيثية والفينيقية ومرحلتها الأخيرة القبطية، والإنجليزية واليونانية والتركية والفارسية، والإيطالية والفرنسية، وذلك نتيجة لموقع مصر بين قارتي العالم القديم (أسيا وأفريقيا)، وأيضا لتنوع الحضارات التي حكمتها وانفتاحها على الثقافات المجاورة.

## أمثلة للكلمات المستخدمة من اللغات الأخرى

### القبطية
- شونة (صومعة غلال) [28] - Ϣⲱⲛⲁ
- الراجل (عافر) في الشغل - ⲀϤⲈⲢ

### الإيطالية
- جوانتي (قفاز) - Guanti
- بانيو (مغطس) - Bagno
- جونيلّة (تنورة) - Gonella
- مازورة (أداة قياس) - Misura
- جمبري (روبيان) - Gamberi
- بلياتشو (مهرج) - Pagliaccio
- بسكول (ميزان طرق) - Bascula
- ڤاترينة (واجهة عرض) - Vetrina
- لينيا (خط - في كهرباء المنازل) - Linea
- بْرُطَّة (سيء، كسول: والمعنى الإيطالي: قبيح) - Brutta
- بياصة (تستخدم في الإسكندرية، بمعنى ميدان) - Piazza

### الإنجليزية
- ستوب (توقّف) - Stop
- لوري (شاحنة) - Lorry
- أوڤر (مُبالغ فيه) - Over
- بوليس (شرطة) - Police
- أُورِّدي (حدث بالفعل) - Already
- شورت (سروال قصير) - Short
- أليط (شخص متكبر مغرور) - Elite
- تِرِنج (بدلة تدريب الرياضة) - Training Suit
- كانز / كان (العلبة الصفيح للمشروب الغازي) - Can
- هجص / هجّاص (شخص كاذب أو مخادع) - Hocus / Hoax
- تُرماي / ترامواي / ترام (حافلة كهربائية - قطار المدينة) - Tram way/Tram

### التركية

#### في البيت
- أوضة (غرفة) - Oda
- كنبة (أريكة) - Kanepe [29]
- دولاب (خزانة الملابس) - Dolap
- شَكمَجِيّة (صندوق صغير) - Çekmece [30]
- شلتة (وسادة مخصصة للإتكاء أو الجلوس عليها) - Şilte
- دَرابزين - ترابزين (السور على جانب السلم) - Tırabzan [31]
- كليم (بساط - نوع من السجاد الذي يكون عادة مصنوع يدويا بمصر) - Kilim
- كوشة (الرُّكن الذي يجلس فيه العريس والعروس في العُرس، ومعنى الكلمة بالتركية: رُكن) - Köşe
- أوضة المسافرين (غرفة الضيوف أو صالون، حيث كلمة "مسافر Misafir" في التركية معناها: ضيف، أو زائر وليست من "السفر") [32] - Misafir odası [33]
- دوستور أو داستور (كلمة تقال عند دخول البيت لتنبيه الموجودين به (وهي مستخدمة في تركيا، ومعناها: إذن أو ترخيص) وهي مختلفة عن düstur التي معناها: القانون الأساسي للدولة - Destur

#### في التعليم
- أبلة (المُعلمة - المُدرّسة) Abla
- خوجة (مدرّس - مُعلِّم) - Hoca [34]
- كشكول (كراس للكتابة كثير الصفحات) - Keşkül [35]
- دفتر (كراس سميك به العديد من الأوراق للكتابة) - Defter [36]
- كراسة (كلمة تركية من أصل فارسي جاءت عن طريق العثمانيين) - Kurrase [37]
- بنك (كرسي خشبي طويل، يسع عدة تلاميذ للجلوس عليه جنباً إلى جنب - Bank [38]
- تختة (السبورة، وتستخدم في مصر أيضا للمقعد الذي يجلس عليه الطلاب، ومعني الكلمة بالتركية: "خشب" وتستخدم أيضا للسبورة) - karatahta ، tahta [39]

#### في الأُسرة
- بابا (أب، والد) - Baba
- أبيه (الأخ الأكبر) - Ağabey
- آبِي (الأخ الأكبر: بنُطق مختلف) - Abi
- تيزة (المرأة كبيرة السن)، ومعناها «عَمَّة» بالتركية - Teyze
- داده (مربية الأطفال) ومعناها في التركية أيضا: الممرضة - Dadı
- نينة (أم الأم - الجدة من طرف الأم) - تُكتب بالتركية: Nene أو Nine
- أنَّة (أم، ماما: وتظهر بالأفلام المصرية القديمة مع الجدَّة، ولكنها بالتركية تعني الأم فقط) - Anne
- أبلة (لمناداة الفتيات الأكبر أو المدرّسات في المدرسة، وهي تستخدم في التركية لمناداة الأخت الأكبر) - Abla

#### في السّباب
- ترللِّي (طائش، مجنون) - Terelelli [40]
- سرسري أو سرسجي (شخص متشرد أو متسكع أو طائش أو معتوه) - Serseri [41]
- بُوضَلة أو بُودَلة (في السخرية من الأطفال عادة، بمعنى أهبل أو غبي لا يفهم) - Budala [42]
- شوروك أو شُرُك (فاسد، سيئ، مثال: اشتريت بضاعة طلعت شوروك، ده راجل شوروك) - Çürük
- حَلَنْجِيّ (الشخص المخادع الغشاش) [43] - أصلها كلمة Yalancı (يالانجي) التي تُعني «كاذب» في التركية
- ألضوش وألاضيش (أتباع شخص ما: «فلان وألاضيشُه») ومعناها الأصلي بالتركية «رَفِيقُ الدَّرْبِ» - Yoldaş
- بلاموطي (تستخدم في الإسكندرية وصف شخص كاذب وغير مسؤول وهي اسم مشتق من سمك البلاميطة) - [44][45][46]
- كابانش (تستخدم في الإسكندرية لوصف شخص غبي لا يفهم: «يا كابانش»، وأصلها التركي معناه: "ضلفة الشباك"، وهي تشبه مسبّة: يا لوح) - Kepenk [47]
- أرندلي (سباب قديم لكنه يستعمل أحيانا في المزاح في مصر، يُقال: ابن الأرندلي)، وأصلها التركي معناه: والدتك مجنونة (وتُقال للطائش الأهوج) - Annen deli
- كمبورة أو كمبور (لا معنى مباشر لها في اللهجة المصرية وتُستخدم في السخرية والهزار - أصلها التركي معناه: أحدب، عنده قَتَب وانحناء في ظهره) - Kambur [48][49]
- بُشط أو بوشت (سباب قديم ما زال مستعملاَ أحياناً في مصر ولكن لا يُفهم معناه: «مالك واقف زي البُوشط؟») ومعناها بالتركية: رجل مُخنث، خنيث، مفسود، مفعول به - Püşt[50]
- بنسيس (سباب قديم يوجد بالأفلام القديمة، يُقال: خنسيس بنسيس)، وأصلها التركي معناه: عديم العقل، «عديم المخ»، وتُقال للأحمق. واستبدلت بقول:«ما عندوش مخ» - Beyinsiz
- خنسيس (سباب قديم يوجد بالأفلام القديمة: خنسيس بنسيس)، معناها بالتركية: «عديم الدم»، ومنها المسبّة المصرية: «ما عندوش دم» وهي لا توجد في سباب اللغات الأخرى - Kansız [51]
- مأمبر (منتفخ، وخاصة إذا كان هناك قوس ظاهر في العمود الفقري والظهر مما يسبب انحناء الأرداف إلى الخارج - وهي تصريف مصري من الكلمة التركية Kambur بمعنى أحدب ومُحدَّب أو مُسنّم [52]

#### في البحرية
- فلوكة (قارب صغير) - Filika [53][54]
- بروَّة (مقدمة السفينة أو المركب) - Pruva [54]
- سنارة (أداة لصيد الأسماك، بوصة) - Çınar [55]
- شمندورة (عوّامة لإرشاد السفن) - Şamandıra [56]
- ترسانة (دار صناعة السفن - مصنع السفن) - Tersane [57]
- أَلِسطَه (جاهز، مستعدّ، ألسطة اللنش: السفينة مستعدة للإبحار) - Alesta [58]
- دومانجي (البحار الذي يقف على الدومان ليتحكم في اتجاه السفينة) - Dümenci
- إشّ (مؤخرة السفينة أو المركب - قِشّ: ومعناها في التركية: مؤخرة أو دُبْرٌ) - Kıç [54]
- بوجي (يمين السفينة أو المركب، جانب المركب الأيمن - تحريك السفية إلى جهة اليمين) - Poca [54]
- أورصة (يسار السفينة أو المركب، جانب المركب الأيسر - تحريك السفية إلى جهة اليسار) - Orsa [54]
- بوغاز (بوابة الميناء البحري، لدخول وخروج السفن إلى الميناء - بوغاز الإسكندري: ميناؤها) - Boğaz [59]
- دومان - اسم بحري لعجلة قيادة السفن لإدارة دّفّة السفينة (عَجَلَةُ الَّتوْجية) ذات المقابض المتعددة - Dümen [60]

#### في الملابس
- شنطة (حقيبة) - Çanta
- بالطو (معطف) - Palto
- قماش (نسيج) - Kumaş
- جزمة (حذاء) - Çizme [61]
- شراب (جورب) - Çorap [62]
- فانِلّة (ملابس داخلية) - Fanila [63]
- قفطان، أُوفطان (ثوب) - Kaftan
- شال (قماش صوف رفيع، رداء) - Şal
- بشكير (فوطة - منشفة كبيرة) - Peşkir
- طاقية (قَلَنْسُوَة - غطاء للرأس) - Takke [64]
- ياقة (تلابيب، إطار القميص حول العنق) - Yaka [65]
- هندام (الملابس وهيئة الشخص البهية) - Endam [66]
- جِبَّة (الجبة والقفطان، ثوب) - Cübbe - Cüppe
- فستان (ملابس نسائية تُلبَس على الخصر) - Fistan [67]
- توكة (مشبك الشعر للبنات، أو إبزيم الحزام) - Toka [68]
- بُؤجَة (صرة أو حزمة لجمع الثياب بداخلها) - Bohça
- إيشارب (وِشَاحُ الَّرأس للنساء، حِجَابُ الرَّأْس) - Eşarp
- ترزي (خياط الملابس، تركية من أصل فارسي) - Terzi [69]
- كُبشة (مشبك كبير لجمع شعر النساء خلف الرأس) - Kopça [70]
- سادة (محض لون واحد ليس به زخرفة أو ألوان أخرى) - Sade [71]
- يشمك أو يشمق (لثام، نقاب، خمار، جزء من غطاء الوجه كانت تلبسه النساء في مصر) - Yaşmak
- بيشة (برقع، ما تستر به المرأة وجهها، غطاء الوجه للنساء يغطيه من أعلى مثل النقاب ولكن لا يظهر العينين - Peçe
- المنديل أبو أوية (منديل رأس أو غطاء رأس للنساء به ورد كبير وتطريز، وكلمة أوية تركية معناها: النّسِيجُ الّذِي يُصْنَع عَلَى أَطْرَافِ المِنْدِيلِ) - Oya

#### في المباني والمدن
- زفت (قار) - zift[72]
- كوبري (جسر) - Köprü
- بوسطة (البريد) - Posta
- فسقية (نافورة) - Fıskiye [73]
- أجزاخانة (صيدلية) - Eczane
- كنار (حافة، طرف، جانب) - Kenar
- زقاق (شارع صغير ضيق) - Sokak [74]
- كروكي (رسم كروكي، رسم تخطيطيّ) - Kroki [75]
- بدروم (سرداب، غرف أسفل البناء) - Bodrum [76]
- لومان (سجن، والمعنى في اللغة التركية: بندر، ميناء، ثغر، مرفأ) - Liman
- سرايا (قصر، وتستخدم أيضا مثل: سرايا المجانين، أو السرايا الصفرا) - Saray
- جمرك (ما يؤخذ على البضائع التي تقطع حدود البلاد من رسوم وتعرف ب «المكوس») - Gümrük
- كاط (تستخدم في الإسكندرية، بمعنى «الطابق في المبنى»، مثلاً: الكاط الأرضي أي الطابق الأرضي) - Kat
- أورمان ومعناها في التركية: غابة (أمثلة على الاستخدام: حديقة الأورمان - جمعية الأورمان الخيرية - مدارس الأورمان) - Orman

#### في الألقاب والأسماء
- بيه - Bey
- باشا - Paşa
- هانم - Hanım
- أفندي - Efendi
- هياتم (ومعناها بالتركية: حياتي) - Hayatım
- الجريتلي (لقب أسرة، أصلهم من جزيرة «كريت»)
- يلدز (اسم مؤنث، ومعناه بالتركية: نجمة) - Yıldız [77]
- إنجي (اسم مؤنث، ومعناه بالتركية: اللؤلؤة) - İnci [78]
- جَيْلاَنْ (اسم مؤنث، ومعناه بالتركية: غزال أو ظبي) - Ceylan [79]
- شيرين (اسم مذكر أو مؤنث، ومعناه بالتركية: لطيف) - Şirin [80]
- نازلي (اسم مؤنث، ومعناه بالتركية: مدلل، لطيف، رقيق) - Nazlı [81]
- جيهان (اسم مؤنث، ومعناه بالتركية: الدنيا، العالم، الملكوت) - Cihan [82]
- قطز (ومعناه بالتركية: مسعور، هائج، غضبان، الكلب السعران) - Kuduz [83]
- هانم (اسم مؤنث، ومعناه بالتركية: سيدة، زوجة الملك، سيدة البيت) - Hanım [84]
- ماهيتاب (اسم مؤنث، ومعناه بالتركية: ضوء القمر، وأصلها فارسي) - Mehtap [85]
- الخربوطلي (لقب أسرة، أصلهم من منطقة «خربوط» بتركيا) - Harput / Harputlu
- بَمْبَة (اسم يستخدم في ريف مصر ومعناه بالتركية: اللون الوردي أو الزهري) - Pembe
- بهانة (اسم فتاة، غالباً في الأرياف، ومعناه بالتركية: واسطة، عُذر واهي للتحجج) - Bahane [86]
- نيازي (معناه باللغة التركية: العبد الذي يستغفر الله من ذنوبه الماضية ولا يعبد إلا الله) - Niyazi
- جُلفدان (اسم قديم: "جُلفدان" هانم، ومعناه "شجيرة الورد" gül ورد - fedan شجيرة) - Gülfedan
- علايلي / العلايلي (لقب عائلة: هو الحِرَفي الذي قام بتعلم المهنة دون أن يحصل على شهادات دراسية) - Alaylı
- البيه المأمور (مازالت مستخدمة في تركيا للموظف الحكومي أو المدير أو ناظر المدرسة أو الضابط وما شابه) - Memur bey
- البيه الدَكتور (مازالت مستخدمة في تركيا للطبيب عند مناداته باحترام - أما مناداته بدكتور فقط فليس من رفيع الأدب) - Doktor bey
- شلبي (اسم مذكر، ومعناه بالتركية: كريم الخُلُق، طيب النفس، الذي يقرأ ويكتب، وكان لقباً لأبناء السلاطين العثمانيين الأوائل) - Çelebi [87]
- ميرڤت (أصلها "مروة" من "الصفا والمروة" ولكن النُطق التركي يجعل حرف "الواو" تُنطق "ڤ" وحرف التاء المربوطة تُنطق "ت") - Merve
- دمرداش، دميرداش (كلمة تركية معناها "حجر حديدي" وهي تتكون من شقين: "دمير demir" ومعناها "حديد" + داش وأصل نطقها التركي "طاش taş" ومعناها "حَجَر") - Demirtaş

#### في الطعام والشراب
- طازة (طازج) - Taze [88]
- سجق (نقانق) - Sucuk
- طرشي (مخلل) - Turşu [89]
- سميط (مخبوزات) - Simit
- شيش طاووق - Şiş Tavuk
- قهوة سادة - Kahve Sade [90]
- كنافة (من الحلويات) - Künafe
- قطايف (من الحلويات) - Kadayıf
- كبشة (مِغْرَفَة الطعام) - Kepçe [91]
- بُغاشة (نوع من المعجنات) - Poğaça [92]
- كوفتة / كفتة (طعام من اللحم) - Köfte [93]
- ياميش (مكسّرات وفواكه مجففة) - Yemiş [94]
- بسطرمة (لحم مكبوس مقدد) - Pastırma
- فنجان (كوب صغير لشرب القهوة) - Fincan [95]
- بقلاوة (نوع من الحلويات الشرقية) - Baklava [96]
- استاكوزا (نوع يؤكل من الأحياء البحرية) - Istakoz
- جُلاَّش (رقاق من العجين تُصنع به الحلوى) - Güllaç
- يخني (طبيخ مثل الشوربة به لحم وبصل) - Yahni [97]
- بلاميطة (اسم لنوع من السمك في مصر) - Palamut [44][98]
- مُمبار (الأمعاء الدقيقة للخروف المحشية بالأرز) - Mumbar [99]
- تفل (تفل القهوة أو الشاي المترسبة والباقية في الكوب أو الفنجان بعد انتهاء المشروب) - Telve [100]
- شربات (ماء محلي ملون أحمر أو أصفر، يُقدّم عند الأفراح والنجاح والمناسبات السعيدة) - Şerbet [101]
- بَسطة أو باسطا (الجاتوه أو الكيك الذي يُوزع في الأفراح والمناسبات وتُقال في الإسكندرية) - Pasta [102]
- شَكَمْبَة (الكِرشة - موجودة في أغنية «الليلة الكبيرة»: أنا الأسطى عمارة من درب شكمبة) - İşkembe [103]
- كوز ذرة (كلمة "كوز" في التركية هي المخروط الصنوبري واستخدم الاسم في مصر لوصف "كوز" الذرة لتشابه الشكل) - Kozalak - Koz [104]

#### في الطب والتمريض
- مرهم - Merhem
- برشام (دواء على هيئة حبوب للبلع) - Perçin [105]
- روشتة (وصفة الدواء يكتبها الطبيب) - Reçete [106]
- سرنجة، حقنة، إبرة (تُنطق بالتركية: شيرينجا) - Şırınga [107]
- داية (المرأة المُولِّدة التي تساعد الحامل أثناء عملية الوضع) - Daye [108]

#### في التعبيرات أو التصريف اللغوي
- أول هام ... ثاني هام ... (تُقال عند تعدد عدة أشياء معا، مثل ذكر عدة أسباب مجتمعة كلها) - hem... hem [109][110]
- يا ... يا ... (بمعنى: إما ... أو إما ...) ، مثال: إما هذا أو إما ذاك ya bu ya şu ، (وبمعنى: إما أن ... أو إما أن ...) ya .. ya
- على راسي (للتعبير عن تنفيذ طلب شخص آخر، بمودة ورضا، وهذا التعبير لا يوجد في اللغات الأخرى الأجنبية) - Başım üstüne
- على عيني وعلى راسي (تعبير يعني احترام رغبة المُخَاطب وتكريمه بتنفيذها، وهذا التعبير لا يوجد في اللغات الأجنبية الأخرى) - Başım gözüm üstüne [111]
- سُكتُم بُكتُم (دائما تُستخدم لتحمل معني: "صمٌّ بكمٌ"، ولكن أصلها اللغوي بالمنطوق التركي معناه: أنا سئمت ومللت) - sıktım ve bıktım أو Süklüm Püklüm [112][113]
- تعبير "صوابعك الخمسة مش زي بعض" أو "الأصابع الخمسة ليست متشابهة" أي لا يُنتظر من الجميع أن يفكروا أو يتصرفوا بنفس الطريقة - beş parmağın beşi bir değildir [114]
- استخدام الرقم 60 للتعبير عن المبالغة في الكثرة بمعنى: عدد كبير جدا، وفي المصرية: "ستين داهية" ، "ستين نيلة"، "ستين سؤال"، "بيعمل ستين شغلانة"، وفي التركية يقابلها "Altmış"، مثال: "Altmış türlü iş" بمعنى "ستين نوعًا من الأعمال"، وفي الحكايات القديمة مثلا: "Altmış katır yükü altın" بمعنى "حمل ستين بغلًا من الذهب"، أو "Kapıyı kapatmayı altmış kere söyledim" بمعنى "قلتُ لك ستين مرة اقفل الباب".
- عَرَق الجبين (يستخدم في التركية والمصرية للكناية عن الكدّ والسعي والعمل) - Alınteri [115]
- الحركة بركة - Hareket bereket [116]

#### في الأفعال والكلمات
- دردش (دردشة، نقاش) - Tartış
- نِنَّه، ينام نِنَّة (تُقال للأطفال عندما ينامون) - Ninni [117]
- ستّف / يستَّف / تستيف (يرتب الأشياء أو يخزنها) - İstif [118]
- بَوَظَان / يبوَّظ (خُسران، إفساد) ومنها اشتقت كلمة: بايظ - Bozan [119]
- يتزرزر (يغضب وينفعل بعصبية، وأصلها كلمة تركية بمعنى: بالكاد، بالرمق، صعب جدا) - Zar zor
- ياواش (على مهل، بطئ، كلمة قديمة تستعمل أحيانا وموجودة بالأفلام والأغاني ومنها أغنية: ياواش ياواش) - Yavaş
- إنبَطّ (انبطّ بقي: اسكت، كفي، اهدأ: تُقال لشخص متحمس أو ثائر ليُكفّ) - وأصلها بالتركية معناه: اغطس، في كلمة Bat [120]
- تناكة / يتَّنِّك (يتَّنِّك فيها: أي يتصرف بغرور لأنه الوحيد الذي يعلم، وأصل الكلمة في التركية معناه: مهارة، قدرة، اقتدار) - Yetenek [121]
- كرمش و يقال أيضا: متكسر (يكرمش ورقة، كرمشة الجلد، كرمشة الثياب والمنسوجات) واللفظ التركي معناه: مكسور، متكسّر - Kırmış
- بَكَشْ (بيقول كلام بَكَش، كلام فارغ، بيبكِّش علينا أي مزاح ليس جاد: أصلها بالتركية كلمة bakış ومعناها: وجهة نظر أو رأي) - Bakış
- مِدَمْلِك (تُقال لوصف شخص سمين، وأصل الكلمة التركية معناها الحرفي: "إبريق الشاي"، وكأن بدنه ممتلئ يشبه انتفاخ جسم الإبريق) - Demlik
- قلفط أو يقلفط (بمعنى: يجهّز، وهي تصريف لغوي مصري من الفعل التركي Kalafatlamak الذي يُعني تعبيد الطريق أو تجهيز بدن السفينة للتزفيت لحمايتها من نمو الكائنات البحرية والصدأ)

#### في الأدوات والحِرَف والمِهَن
- سَبَت (سلة) - Sepet [122]
- كرباج (سوط) - kırbaç [123]
- سوستة (زنبرك لولبي) - Susta
- زمبلك (زمبرك) - Zemberek
- كار (حرفة / صنعة) - Kâr [124]
- كوريك (جاروف) - Kürek [125]
- بوش (فراغ، خلوص) - Boş [126]
- كوز (إناء ماء - أبريق) Kuze [127]
- زمبيل (سلة، قفص) - Zembil [128]
- كبشة (مِغْرَفَة الطعام) - Kepçe [91]
- بِنسة (زرادية، كمّاشة) - Pense [129]
- بنطة (لحام بُنطة) - Punta kaynağı [130]
- خردة (أشياء قديمة صغيرة) - Hurda [131]
- طرمبة، طلمبة (مضخة) - Tulumba [132]
- بوية أو بوهية (دهان أو طلاء) - Boya [133]
- جنزير (قيد حديدي غلّ، صفاد) - Zincir [134]
- جردل (دلو، لنقل الماء بالأساس) - Gerdel [135]
- أروانة (آنية مستديرة للطعام) - Karavana [136]
- دقماق أو دؤماء (مطرقة خشبية) - Tokmak [137]
- شوال (كيس كبير من الخيش غالبا) - Çuval [138]
- بلطة (فأس الحرب وتحطيب الخشب) - Balta
- دَرَبوكَّة (الطبلة المصرية التقليدية) - Darbuka
- قلاووظ، قلاوظ، قلاووز (مسمار ملولب) - kılavuz [139]
- شاكوش (مطرقة أو قادوم رأسه معدني) - Çekiç [140]
- شنكل (خُطاف - حَدِيدَةٌ مَعْطُوفَةُ الرَّأْسِ) - Çengel [141]
- كِيسَة (كيس، بحسب نُطق أهل الإسكندرية) - Kese
- بُؤجَة (صرة أو حزمة لجمع الثياب بداخلها) - Bohça
- ماشة (ماسكة، ملقط للإمساك بالفحم والجمر) - Maşa
- أزان (أزان الماء: مِرجل، قِدر نحاسي، مواعين، حلَّة) - Kazan
- دواية (مقبس الكهرباء الدائري الذي تُرَكَّب فيه اللمبة) - Duy [142]
- قُفَّة (وتُنطق: أُفَّة / أوفّة - سلّة كبيرة لوضع المستلزمات) - Küfe [143]
- صمولة، صامولة (حلقة تأتي في نهاية مسمار حلزوني لتثبيته) - Somun
- شادر (خيمة من قماش مثل شادر السمك أو شادر المأتم وما شابه) - Çadır
- خُرْدَوَاتٌ (أدَوات معدنيّة مختلفة - أشياء قديمة فقدت صلاحيَتها) - Hırdavat
- سنفرة أو صنفرة (ومنها: ورق الصنفرة - يصنفر الخشب مثلا) - Zımpara
- أوسطة، أُسطى، أوسطاوات (شخص ماهر في صنعته، مُعلم الحرفة) - Usta [144]
- بَلْف (محبس، صمام لحبس السوائل أو الغازات في المواسير أو الخزانات) - Valf
- جنط (عجلة السيارة، الجزء المعدني من إطارات السيارة، الإطار الحديدي لعجل السيارة) - Jant [145]
- كوريك (لها معنيين في مصر وتركيا: رافعة وجارُوف، أداة لرفع السيارة لتبديل الإطارات) - Kürek [125]
- أرانيك (نجارة الأرانيك: عمل نماذج خشبية بالنجارة - وأصلها «أورنيك» أي نموذج بالتركية) - Örnek [146]
- أُويْمَجِي (مهنة العامل الذي يحفر على الخشب وينحته، مهنة مشهورة بدمياط في صناعة الأثاث الخشبي) - Oymacı
- صوبة (معناها بالتركية "مدفأة، دفاية، موقد" وتُستخدم في مصر لبيت الزرع أو "البيت الزجاجي" لتدفئة المزروعات) - Soba [147]
- صوان، صيوان (سُرادق أو شادر كبير كمثل الخيمة من القماش تُقام للأفراح أو المآتم والتجمعات الكبيرة والاحتفالات) - Sayvan
- طربة أو طوربة (أشهر استخدام لها: «طربة حشيش»، حيث أن كلمة «طربة» بالتركية معناها: «كيس من القماش، أو جراب») - Torba [148]
- طلسأ (يطلسأ الشغل: بمعنى يِكَرْوِتْ العمل أي لا يعمله بدقة - وأصلها في التركية Taslak ومعناها: مُسوَدَّة، بشع، غير مصقول، خام، خشن) - Taslak [149]
- شوبوكشي، شبكشي (العامل أو التاجر الذي يُصنّع ويبيع ويُعدّ ويُنظف ويُسلّك ويضع الدخان ويُشعله في نهاية "الشُّبُك çubuk"[150] الذي هو القصبة أو الأنبوب الطويل الذي يُستعمل لتدخين الغليون أو الشيشة) - Çubukçu [151][152][153]
- عطشجي (مهنة مساعد السائق في القطارات وأصل الكلمة لا علاقة له بالعطش ولا باللغة العربية وهو مكوَّن من كلمة "آتيش Ateş" ومعناها "النار" ثم لاحقة "جي" التي تفيد "المهنة" أو "اسم الفاعل" والمعنى في التركية: الوقَّاد الذي يوقد النار ويغذوها في القطار البخاري) - Ateşçi

#### في الجيش وفي الشرطة
- أفندم (تُستخدم في مصر وتركيا بمعنى "نعم" أو عند الاستفسار أو الاستنكار "ماذا!!؟" أو تُقال للسيد، ومعناها الحرفي بالتركية: «سيدي») - Efendim
- تبّة (تل) - Tepe
- طابية (حصن) - Tabya
- حكمدار - Hükümdar [154]
- تتك (زناد البندقية) - Tetik
- طَبَنْجَة (مُسَدَّس) - Tabanca
- قشاط (حزام عسكري) - Kuşat
- قول (طابور عسكري) - Kol [155]
- كاكي (اللون الترابي) - Haki [156]
- قايش (حزام عسكري) - Kayış [157]
- فشنك (طلقة فارغة) - Fişenk [158]
- نيشان (هدف الرامي) - Nişan [159]
- ياور (مرافق أو مساعد) - Yaver [160]
- شاويش (رتبة «رقيب») - Çavuş [161]
- طابور (كتيبة من الجيش) - Tabur [162]
- زنزانة (سجن - غرفة الحبس) - Zindan [163]
- كراكون (قسم الشرطة، مخفر) - Karakol [164]
- سونكي (حربة أو سكين البندقية) - Süngü [165]
- دِبْشِك (مؤخرة البندقية، أخمص السلاح) - Dipçik [166]
- صول (رتبة عسكرية عثمانية) ومعناها: «يسار» - Sol
- عنبر (نخزن كبير أو مكان نوم الجنود) - Ambar [167]
- طابور (كتيبة عسكرية، مثلا: الطابور الخامس) - Tabur
- كلبش، كلبشات (قيد، أصفاد، قيود المعصم، أغلال) kelepçe [168]
- قشلاق - وتُنطق: أُشلاء (الثكنة العسكرية، سكن الجنود) - Kışlak
- يَمَك (تُطلق على الطعام في الجيش، والكلمة معناها «طعام» بالتركية) - Yemek [169]
- السلاحليك - غرفة تخزين البنادق والأسلحة الصغيرة بوحدات الجيش - Silahlık [170]
- طوبجي - اسم قديم لجنود المدفعية، ضرَّاب المدفع، مدفعيّ: الذي يطلق المدافع - Topçu [171]
- أورنيك (تستخدم في الجيش والمستشفيات، بمعنى: تصريح أو استمارة أو نسخة) - Örnek
- دُشمة، والجمع: دُشَم (بلاطة خرسانية لوضع المدفع أو لحماية الطائرات أو الأفراد) - Döşeme
- مزغل، مزاغل (كوّة ضرب النار نافذة إطلاق - ثقب في السور أو في جدار الحصن لإطلاق النار أو السهام من خلاله) - Mazgal
- أونباشي / أومباشا (رتبة عسكرية لصفّ ضابط تُعادل «عرّيف» حاليا) ومعناهل بالتركية: رئيس عشرة أفراد - Onbaşı
- يوزباشي (رتبة قديمة في الجيش المصري تحول اسمها إلى رتبة: "نقيب" وهي مركّبة من لفظين هما «يوز» أي رقم «مائة»، و«باشي» أي «رئيس»، والمعنى «رئيس مائة» جندي) - Yüzbaşı
- بكباشي (رتبة قديمة في الجيش المصري تحول اسمها إلى رتبة: "مقدم"، ومشهور بها البكباشي جمال عبد الناصر، وأصل نطقها التركي "بنباشي" ولكنها تحولت بسبب طريقة الكتابة العثمانية إلى نطقها "بكباشي" باللغة العربية، وهي مركّبة من لفظين هما «بِن» أي رقم «ألف»، و«باشي» أي «رئيس»، والمعنى «رئيس ألف» جندي) - Binbaşı
- السواري (كلمة قديمة ما تزال توجد في بعض الأفلام المصرية القديمة، ومعناها: الخيّالة - الجياد - الأحصنة - فارس، ومعناها أيضا «سلاح الفرسان») - Süvari [172]
- سعت (طريقة كتابة «ساعة» باللغة التركية العثمانية، ومازالت مستخدمة في الجيش لتحديد التوقيت في المراسلات، مثال: سعت 1405 يعني الساعة 2 ظهراً وخمس دقائق)
- صاغ (كانت تستخدم في قرش «صاغ» أي قرش كامل 10 مليم وليس قرش تعريفة أي 5 مليم، و «صاغ» سليم أي كامل ومُعافى، واسم رتبة في الجيش المصري قديما أصبحت الآن رتبة: رائد) - Sağ [173]
- نِمرة (لها معنيان في التركية: «رقم / عدد» أو «خدعة / مخادع». تُستخدم في الجيش بمعنى: «مخادع»، مثال: يا طالِب يا نِمرة - يا عسكري يا نِمرة، وتُستخدم في الحياة المدنية بنفس المعني: «عمل عليّ نِمرة»، أي: خدعني) - Numara [174]
- برينجي (الأول على الفصل مثلا، أو أول شخص في نوبة الحراسة في الجيش والشرطة) - Birinci
- كينجي (ثاني شخص في نوبة الحراسة في الجيش والشرطة) - Ikinci
- شينجي (ثالث شخص في نوبة الحراسة في الجيش والشرطة) - Üçüncü

#### كلمات وتعبيرات في الحياة العامة
- أيوه (نعم) - Evet
- بقشيش (إكرامية) - Bahşiş
- ماهية (راتب) - Mahiye [175]
- شريط (قطاع طولي) - Şerit [176]
- بالـ«زور» (أي بصعوبة) - Zor
- أونطة (غير مشروع) - Avanta
- برضو / برضه (أيضا) - Bir de
- أراجوز (خيال الظل) - Karagöz [177]
- دُغرِي (طوالي أي مستقيم) - Doğru
- تمبل أو تنبل (كسلان، بليد) - Tembel [178]
- تَمَلّي (دائما - بصورة دائمة) - Temelli
- باشا (الرئيس - رجل ذو منصب) - Paşa
- جمباز (ألعاب رياضية بهلوانية) - Cambaz
- عفارم (لفظ إطراء بمعنى «أَحسنت») - Aferin
- بمبي / بمبة (اللون الوردي أو الزهري) - Pembe
- طز (لا مبالاة، ومعناها بالتركية: ملح الطعام) - Tuz
- طقم (مجموعة من الناس يعملون عملا واحدا) Takım
- بوليصة (بوليصة تأمين، كمبيالة، سند مالي) - Poliçe [179]
- ترللي (عنده ترللّي، مخه ترللّي: مجنون، طائش) - Terelelli [180]
- غمَّازة (غمّازات الخد، نقرة تكون في الخدّ، طابع الحسن) - gamze
- أبونية (اشتراك الترام أو الأتوبيس، أو أي اشتراك مجاني أو مدفوع) - Abone [181]
- دمغة (نوع من الضريبة تُدفع مقابل طابع بريدي يُلصق على الطلب الرسمي) - Damga [182]
- ألابانضة (خداع - شغل الألابانضة - ولكن معناها بالتركي: عتاب شديد، توبيخ) Alabanda
- مِلَوْلِوْ (شَعرُه مِلوْلوْ: مُجعد وملفوف، السلك مِلوْلوْ: أي ملفوف على نفسه بشكل حلزوني) - Lüle [183]
- بِشِّك بمعنى يهزّ ويمرجح ويهدهد (يُقال للطفل: يهشّكه ويبشّكه - وللراقصة: هشّك بشّك) - Beşik [184]
- يغمة (تُقال للأشياء الكثيرة المتاحة في سفه بغير حساب، ومعناها بالتركية: نهب، سرقة، غنيمة) - Yağma [185]
- ألآجه (حاجة آخر ألآجه، أي شئ ممتاز جداً - ومعنى الكلمة في اللغة التركية: مُلمَّع، مبرقش، متعدد الألوان) - Alaca [186]
- يا هووه (كلمة للفت الانتباه، مثال: يا خلق هووه - يا ناس يا هووه: والمعني: انظروا يا خلق - انظروا يا ناس) - Yahu [171]
- عَرَق الجَبين (كناية عن العمل بجدّ والاعتماد على الذات) وهذا التعبير مستخدم بنفس المعنى عند الأتراك - Alın terini
- يعمل دماغ (بنفس المعنى الحرفي والمفهوم، موجود بمصر وتركيا، أي يتناول شيئا يجعله مسطولا وسعيداً) - Kafa yapıyor
- بوطشة ("زي البوطشة"، بمعنى: بقعة دائرية كبيرة، وأصلها في التركية قطعة خبز دائرية منتفخة بحجم الكف) - Poğaça [187]
- شفتشي (لون فاقع - ألوان زاهية) - أصلها Çiftçi التي معناها: فلّاح أو مزارع، حيث أن ألوان ملابسهم زاهية ومختلفة عن ألوان ملابس أهل المُدُن.
- يستكيّف (شيء يجعل الشخص راضيا ومسرورا، ومنها شرب الشاي والسجائر والمخدر - الكيف) وهي بنفس المعنى والاستخدام في اللغة التركية - Keyif
- نِمْرَة (رقم، عدد - ينطقها المصريون بنفس طريقة النطق التركي، ولها معنى آخر: «مخادع» مثال: رجل نمرة، طالب نمرة، عمل عليّ نمرة) - Numara [174]
- قَبَضَاي (الرجل القوي رابط الجأش قوي القلب، متغطرس، شبان الحي من ذوي الجريمة) - (المعنى الحرفي بالتركية: الخال الجلف الوقح الخشن) Kaba dayı أو Kabadayı [188][189]

#### بادئة «باش»
- بادئة «باش baş» ومعناها: «رأس» أو «رئيس» ومنها:
- باش حكيم (طبيب عام) - Başhekim
- باش تمرجي (كبير الممرضين) - Tımarcı
- باش مهندس (كبير المهندسين) - Başmühendis
- بَاش كاتب (رئيس الكتّاب، السكرتير الأول) - Başkatip
- باش شاويش (رتبة عسكرية لصف ضابط، رقيب أول) - Başçavuş
- باش ريّس (كبير البحارة، أو رقيب أول بحري في الجيش) - Başreis

### اللاحقة «لي»
اللاحقة «لي» تُضاف بنهاية الأسماء لتحولها إلى صفة، ومن هذه القاعده اشتقت قاعده الجنسيات، مثلاً:
- عثمانلي (منسوب إلى الدولة العثمانية) - Osmanlı [190]
- اسطنبولّي (لقب عائلة في مصر، جبنة اسطنبولي) - İstanbullu [191]
- شمرلي (لقب عائلة مصرية أصلها من "شمر")
- جريتلي (لقب عائلة مصرية أصلها من جزيرة كريت)
- هبوللّي (استخدام مصري للاحقة "لي"، بمعنى: ذو هَبَل)
- شربتلي ((لقب عائلة مصرية كانوا يصنعون مشروب "الشربات")
- سبهللي (بمعنى: سبها لله، اتركها لله، وهي بذلك التركيب صفة)
- الخربوطلي (لقب عائلة مصرية أصلها من مدينة خربوط بتركيا [192]
- أرملّي (أرمني، من أرمينيا، في الأهازيج الشعبية المصرية: واللي ما يصلّي أبوه أرملّي)
- أرندلي (مسبَّة مازحة مصرية ولكن أصلها منسوب إلى الساكنين حول نهر  العاصي الذي اسمه القديم "أرنط  أو أرند Araunti" ويمر عبر أنطاكية)
- منسترلي (قصر المانسترلي بجزيرة الروضة بالقاهرة - لقب عائلة مصرية أصلها من مدينة بوتلي (Bitola) في مقدونيا الشمالية اليوم، واسمها بالتركية "منستير") - Manastırlı [193]

#### اللاحقة «جي»
اللاحقة «جي» في اللغة التركية تُضاف لآخر الكلمة لتُعَبّر عن صاحب صنعة أو حرفة ما، ومنها امتدت في اللهجة المصرية إلى كلمات أخرى عربية وأصبحت مفهومة ومستخدمة بين المصريين، مثلاً:
- قهوجي (صانع قهوة) - Kahveci
- كبابجي (صانع كباب) - Kebapçı
- أجزخانجي (الصيدلي) - Eczaneci
- بوسطجي (ساعي البريد) - Postacı
- كوفتجي (دكان وبائع الكُفتة) - Köfteci
- بُوهيَجي (الدهّان أو الصبّاغ) - Boyacı
- إدارجي (يعمل بالإدارة - مدير) - İdareci
- مخزنجي (أمين المخزن، خازن) - Mağazacı
- عربجي (سائق العربة أو الحوذي) - Arabacı
- نيشانجي (من يجيد الرمي وإصابة الهدف) - Nişancı
- جزمجي (مصلح الأحذية أو صانع الأحذية) - Çizmeci
- أونطجي (نصّاب، مخادع، نصَّاب، طفيليّّ) - Avantacı
- قانونجي (العازف على آلة القانون الموسيقية) - Kanuncu
- نبطشي أو نوبتجي (مُناوب، أو صاحب الدور في الحراسة) - Nöbetçi
- بَصمجي (الذي يبصم بإصبعه لأنه لا يحسن الكتابة والقراءة) - Basmacı
- جواهرجي (بائع الذهب والمجوهرات والألماس والمصوغات) - Cevherci [194]
- دومانجي (البَحَّار الذي يقف على الدومان ليتحكم في اتجاه السفينة) - Dümenci
- سُفرجي (الخادم المسئول عن طاولة الطعام)، حيث سُفرة: مائدة الطعام - Sofracı
- سروجي (معناها "سائق" وكانت في البداية خاصة بسائق عربة الخيل) - Sürücü [195]
- شَماشيرجي (غسّالة: المرأة التي تغسل الملابس) كانت تستعمل إلى وقت قريب - Çamaşırcı
- تَمرجي (أي الممرِّض) - إضافة «جي» المأخوذة من التركية إلى كلمة «مُمَرِّض» - Tımarcı [196]
- أُويْمَجِي (مهنة العامل الذي يحفر على الخشب وينحته، مهنة مشهورة وخاصة بدمياط في صناعة الأثاث الخشبي) - Oymacı
- عطشجي (مهنة مساعد السائق في القطارات وأصل الكلمة لا علاقة له بالعطش ولكن معناها باللغة التركية: الوقَّاد الذي يوقد النار ويغذوها في القطار البخاري) - Ateşçi
- بلطجي  (معناها الحرفي بالتركية: حامل البلطة أو فأس الحرب، وهي تصنيف عسكري لمحارب في الجيش العثماني - ومعناها في مصر: المجرم أو الذي يعتدى على الناس) - Baltacı
- مَكوجي (كاوي الملابس) - ليست مستخدمة في التركية، ولكن تم إضافة «جي» المأخوذة من التركية إلى كلمة «مكوة»
- خَمورجي (شارب الخمر) - ليست مستخدمة في التركية، ولكن تم إضافة «جي» المأخوذة من التركية إلى كلمة «خمر»
- استورجي (الذي يدهن الأبواب والأثاث الخشبي ليعيد «العَفش» القديم جديدًا)
- لومانجي (متعدد الدخول في السجن، اللومان) - Liman
- فَرارجي (بائع الفَرُّوْج - بائع الفراخ - بائع الدجاج) - كلمة عربية مع اللاحقة "جي" التركية
- إخوانجي (من الإخوان المسلمين) - كلمة عربية مع اللاحقة "جي" التركية
- مصلحجي - من يبحث عن مصلحته الشخصية مع اللاحقة "جي" التركية
- جُرنالجي (الصحفي) - كلمة من أصل فرنسي مع اللاحقة "جي" التركية
- نسوانجي - كلمة عربية لمن يلاحق النساء مع اللاحقة "جي" التركية
- مزجانجي (صاحب مزاج) - كلمة عربية مع اللاحقة "جي" التركية
- قصبجي (بائع القصب) - كلمة عربية مع اللاحقة "جي" التركية
- ناضورجي - الذي يراقب المكان مع اللاحقة "جي" التركية
- كلامنجي - كثير الكلام مع اللاحقة "جي" التركية

### الفارسية
- أستاذ (معلم)
- بَخت (حظ)
- طرشي (مخلل) - ترشى
- بوسة (قبلة) - بوسیدن
- ترزي (خياط) - درزي
- بَنْدَر (مرسى وأصبحت قرية)

### الفرنسية
- براڤو - Bravo
- چيبة (تنورة) - Jupe
- نمرة (رقم) Numéro
- ميرسي (شكرا) - Merci
- تانت (عمة أو خالة) - Tante
- إيشارب (طرحة) - Écharpe
- أنتيم (الصديق الحميم) - Intime
- سشوار (مجفف شعر) Séchoir
- كارت / كارنيه (بطاقة) Carte/Carnet
- كوافير (تصفيف الشعر أو خبيرة التجميل) Coiffeur
- دريكسيون (اتجاه والمقصود عجلة قيادة السيارات) Direction
- أسانسير (مصعد) - Ascenseur

### اليونانية
- ترابيزة (طاولة) - Τραπέζι
- ليمان (ميناء وأصبحت سجن) -λιμάνι
- فانوس (مصباح) - φανός
- فراولة (توت أرضي) - φράουλα
- كنبة (أريكة) - καναπές
- فول مدمس نسبة إلى الديماس وهو الموقد الذي كانت تسخن به الحمامات.

إضافة إلى دخائل أخرى لا تُحصى في الفصحى التراثية والمعاصرة.
- بلغم
- موسيقى
- كوميديا

## الانتشار
اللهجة المصرية على الأغلب هي اللهجة الأسهل فهمًا بين اللهجات العربية، ويعود ذلك إلى كون مصر مركزاً للثقافة الشعبية المصرية والعربية، عن طريق السينما والموسيقى والإعلانات والمدرسين المصريين في مختلف البلدان العربية.

## قواعد اللهجة المصرية
كانت هناك محاولات من الأستاذ عبد العزيز جمال وغيره لوضع قواعد للهجة المصرية باعتبارها لغة ومن هذه القواعد أسماءالإشارة
- هذا= دا، ده
- هذه= دي
- هؤلاء= دول، دولا، دولات

عند الإشارة إلى شيء فإن اسم الإشارة يأتي بعد المشار إليه مثل:
- الواد ده، دا = هذا الولد
- البت دي = هذه البنت
- الولاد دول، دولا، دولات = هؤلاء الأولاد

ليست للهجة المصرية قواعد إملائية ثابتة رسمية، وإن كان هناك محاولات لوضع قواعد ثابتة، وتختلف قليلاً من منطقة لأخرى في نطقها. والمشهور منها تخفيف الكلمات بصفة عامة[بحاجة لمصدر] فغالبية المصريين لا يفرقون في نطقهم بين الذال والزاي فكلهم زاي والظاء تنطق ز مفخمة وأحياناً إذا تعثر نطق الذال أو الظاء بزاي تراهم يستبدلونها بحرف آخر وكذلك الثاء فتراهم ينطقونها سين أو يستبدلوها بحرف آخر  أو بتبديل أماكن الحروف
كالآتي:
- سلحفاة = سوحليفة، زوحليفة [zoħˈlefæ]
- ذئب = ديب
- الذين = الزين
- ذرة = درة [ˈdorɑ]~[ˈdorˤɑ]
- ظلمة = ضلمة [ˈdɑlmɑ]~[ˈdˤɑlmɑ]
- ظل = ضل [ˈde̙l]~[ˈdˤe̙l]
- ثانوية عامة /θa:nawij:a ʕa:m:a/ = سانوية عامة [sænæˈwej:æ ˈʕæm:æ]
- ثوم /θu:m/ = توم [ˈto:m] [202]
- «آخر الزمر طيط» من كتاب الأمثال العامية لأحمد تيمور باشا[203]

المضارع في اللهجة المصرية أو ما يمكن تسميته المضارع المستمر يكون دائماً بإضافة باء إلى الفعل في المصدر:
- أنا أشرب الآن = بشرب [ˈbɑʃrɑb]~[ˈbɑʃrˤɑb]
- أنا أنام الآن = بنام [bæˈnæ:m]
- أنا أحبك = بحبك [204] [bæˈħeb:æk]

أما المستقبل في اللهجة المصرية فيعبر عنه في أغلبية المناطق بحرف الحاء المشتقة من كلمة «راح» أو «الهاء»:
- سأشرب = حاشرب [ˈħɑʃrɑb]~ [ˈħɑʃrˤɑb] = هاشرب [ˈhɑʃrɑb]~[ˈhɑʃrˤɑb]
- سأقتل = حاقتل [ˈħæʔtel] = هاقتل [204] [ˈhæʔtel]

أما أداة النفي اللهجة المصرية فهي (مش) [ˈmeʃ] أو [ˈmoʃ]
ومش تعني (لن) ولكنك إذا أردت استخدامها بمعنى (لم) أو (لا) تنفصل فتأتي الميم في أول الكلمة والشين في آخرها:
- لن أشرب = مش هشرب
- لا أشرب = مش بشرب = مابشربش
- لم أشرب = مشربتش [201]
- لم أذهب = ماروحتش /maˈroħteʃ/
- لم أنم = مانمتش [mæˈnemteʃ]

المبني للمجهول في اللهجة المصرية يكون بإضافة (ات) في بداية الكلمة أو (ا) فقط مثل:
- صُنع المنتج = اِلمنتج اتْصَنَّع
- ضُرب الولد = الولد اضَّرب (بدلاً من اتضرب لأنها تكون ثقيلة في الكلام)

وتوجد خاصية أخرى في اللهجة المصرية وهي (دمج الكلمات) وهي في أغلب اللهجات العربية الأخرى أيضاً:
- ما أكلت شيء = ما أكلتش [mæʔæˈkælteʃ] = ماكلتش [204] [mæˈkælteʃ]
- على شأن = عشان [ʕæˈʃæ:n] (حذفت اللام لتسريع الكلمة؛ أصلها «علَشان» [ʕælæˈʃæ:n])
- فقط أو لكن = بس.

## حروف أبجدية إضافيةٌ يستخدمها المصريون
بجانب الأبجدية العربية، يستخدم المصريون تلك الحروف لكتابة ولنطق الحروف التي لا مقابل لها في اللغة العربية.
- پ = تستخدم لكتابة ونطق حرف "P"، كما في كومپيوتر (حاسوب) Computer، ولكن تُنطق ب على الأرجح.
- ڤ = تستخدم لكتابة ونطق حرف "V"، كما في الاتحاد السوڤييتي (الاتحاد السوفيتي) Soviet Union.
- چ = تستخدم لكتابة ونطق حرف "J"، كما في چيبة (تنورة) Jupe.

## الحروف الأبجدية التي ينطقها المصريون بطريقة مختلفة
- ث = ويُنطق تاء أو سين مثل «تمثال» يكون النطق «تمسال» أو في «ثعبان» يكون «تعبان» وتنطق بكسر التاء (لا تُمزج مع «تَعبان» بفتح التاء التي تساوي كلمة «مريض» في اللغة العربية).
- ج = ويُنطق جيماً حنكية قصية (جيم غير معطشة) في شمال مصر. أما في الصعيد فهي جيم معطشة كما في الحجاز ونجد وبعض اللهجات اليمنية ولهجات عربية أخرى.
- ذ = ويُنطق إما دالاً وإما زاياً، مثل: ذكي ← زكي، ذئب ← ديب وتوجد نفس الظاهرة في السودان ومدن الحجاز، وحتى في معظم دول الشام.
- ظ = ويُنطق إما زاياً مفخمة أو ضاداً، مثل : عظام ← عضام/عضم وتوجد نفس الظاهرة في السودان والمغرب، ومدن الحجاز في المملكة العربية السعودية (جدة، المدينة، مكة ،ينبع) وحتى في معظم دول الشام العربي.
- ق = ويُنطق كالهمزة غالباً، فكلمة قَمَر تنطق أَمَر، وقَلَم تنطق أَلَم، والأُقصر تنطق لُأصر بضم اللام، ونفس الوضع في دول الشام، وتنطق جيم غير معطشة أحياناً في بعض المناطق، وقد يبقى نطق القاف أحياناً على ما هو عليه في العربية الفصحى في بعض الكلمات ذات الطابع الخاص مثل كلمات: القاهرة، والقانون، ثقافة، وقارة.[201]
- د = ويُقلب حرف الدال في بعض الحالات حرف التاء، مثل: كلمة «حادثة» ينطقها المصريون: «حاتسه».
- وقلب الثاء والذال والظاء ظواهر لغوية في اللغات الأردية والفارسية وقد درجت في بعض بلاد العرب والمتحدثين بالعربية مع الهجرات بعد الفتح الإسلامي.